# Podlubasie
Podlubasie – część wsi Delastowice w Polsce, położona w województwie małopolskim, w powiecie dąbrowskim, w gminie Szczucin.
W latach 1975–1998 Podlubasie administracyjnie należało do województwa tarnowskiego.